# Vypravěč (Bolavá)
Vypravěč je román české autorky Anny Bolavé, vydaný roku 2022 nakladatelstvím Odeon. Tato kniha byla nominována na cenu Magnesia Litera 2023 v kategorii Litera za prózu. Jedná se autorčin čtvrtý román, jemuž předcházela volně navazující trilogie románů Do tmy, Ke dnu a Před povodní. Anna Bolavá vydala také sbírku básní pod názvem Černý rok. Experimentální román Vypravěč je hrou, kterou Bolavá rozehrává mezi vypravěčem, čtenářem i postavami. Navíc je plná symbolů a tajemství a příběh je vyprávěn v několika časových rovinách, které se vzájemně prolínají.

## Obsah
Bratři Jáchym a Vítek Křížovi společně se spolužačkou Bárou a jejím bratrancem Ríšou trávili v dětství léto u dědečka na Běstvinách. Po letech se tu znovu scházejí jako dospělí, neboť po smrti dědečka je potřeba vybrat nového správce běstvinských zahrad. Tentokrát tu však nejsou sami. V Běstvinách na kompostu žije také červ, jehož je potřeba krmit emocemi postav. Každou generaci musí navíc dle legendy pozřít někoho živého – milovanou dívku s dýkou v srdci. Podzemní tvor má po zimě opět hlad a snaží se dostat na povrch, stejně jako se na povrch dostávají dávná tajemství rodiny Křížových a jejích přátel. Do příběhu navíc vstupuje vypravěč, který určuje osud postav, hraje si s nimi a odkrývá jejich staré křivdy a neshody. Je neviditelný a vševědoucí, postavy však tuší, že jsou ovládány a tuší to i čtenář, neboť vypravěčovy promluvy jsou vizuálně odlišeny. Postupně mu postavy však začínají vzdorovat a přebírají moc nad svými činy. Účinně mu už od dětství odporuje mladší z bratrů Vítek, který zároveň nejvíce stojí o bývalé dědečkovo místo. Aby ho však získal, musí se rozhodnout, zda červu obětuje svoji přítelkyni, kamarádku z dětství, či se rozhodne nalinkovanému osudu vzepřít.  

## Přijetí díla a interpretace
Hana Chrástová ve své recenzi píše, že autorka v tomto díle zachovala svůj charakteristický vyprávěcí styl, známý již z předchozí, řečovické trilogie: „Bolavá je excelentní vypravěčkou, jejíž příběhy vynikají barvitým, hutným a přitom vskutku krásným jazykem, kterým zasáhne všechny smysly: píše-li o bolesti, cítíme ji téměř na vlastním těle; popisuje-li vzduch, cítíme jeho vůni; a pomocí několika málo slov se stáváme opět dětmi […].”
Kompozičně je však příběh složitější, skládá se z několika vzájemně se proplétajících časových rovin, ty jsou navíc často přerušovány promluvami vypravěče. Vypravěč vystupuje jako jedna z postav, jež ovlivňuje chování ostatních, přebírá moc nad příběhem a obrací se i na samotného čtenáře. Kryštof Eder ve své recenzi napsal, že „na úvodních stranách se představí postava vypravěče, který následně do textu boldem vstupuje – někdy na úrovni kapitoly, odstavce, jindy na úrovni několika slov. A není to jediná záludnost, kterou si autorka na čtenáře připravila. Jak strany přibývají, objevují se i další fonty a další vyprávěcí vrstvy, mísí se časové linie, do hry vstupují nadreálné prvky.”